# 프레데리크 벨
프레데리크 벨(Frédérique Bel, 1975년 3월 24일 ~ )은 프랑스의 배우이다.

## 출연 작품
- 세일즈 고시스 (2017)
- 크래쉬 테스트 아글라에아 (2017)
- 프랑스 대통령의 모자 (2016)
- 더 비지터: 리턴즈 (2016)
- 미스터 앙리와의 조금(?!) 특별한 동거 (2015)
- 더 리스트 오브 마이 디자이어스 (2014)
- 컬러풀 웨딩즈 (2014)
- 호텔 노르망디 (2013)
- 사랑의 유효기간은 3년 (2011)
- 아이 쿠드 비 유어 그랜드마더 (2010)
- 크리스마스 트리의 꿈 2 (2010)
- 블랑섹의 기이한 모험 (2010)
- 형님들의 휴가 (2009)
- 사랑의 묘약 (2009)
- 사파리 (2009)
- 레드나잇 (2009)
- 어글리 멜라니 (2008)
- 틴 스피릿 (2007)
- 내 삶은 로맨틱 코미디가 아니야 (2007)
- 쉘 위 키스 (2007)
- 패밀리 머더 파티 (2006)
- 우주행 티켓 (2006)
- 캠핑 (2006)
- 체인지 어드레스 (2006)
- 웃어도 좋아 어차피 난 떠날테니 (2005)
- 사랑은 타이밍! (2005)
- 인게이지먼트 (2004)